# Улица Туманяна (Ереван)
Улица Туманяна (арм. Թումանյան փողոց) — улица в Ереване, Армения. Расположена в центральном районе Кентрон, проходит с юго-востока на северо-запад от улицы Ханджяна до улицы Московян. Одна из границ Площади Свободы. Длина улицы Туманяна составляет 1400 м. Улица носит имя классика армянской литературы Ованеса Туманяна, у северо-западного конца улицы на возвышении расположен его дом-музей.

## История
Улица была включена в генплан Еревана 1906—1911 годов, составленный Борисом Меграбовым. Согласно этому плану, улица начиналась от улицы Тер-Гукасовская (ныне Налбандяна), протянувшись от юго-восточной части города на северо-запад до Конда. На участке, ведущем к Конду, улица выходила возле Козернского кладбища, затем Тифлиской улицы (сегодня не существует). 
В начале XX века улица пересекалась с улицами Астафяна (ныне Абовяна), Малярской (ныне Теряна), Каравансарайской (ныне Езника Кохбаци) и начиная с Астафяна переходя на улицу Садовой (ныне Ин Ереванцу).
До Октябрьской революции 1917 года улица носила имя Докторская. В 1921 году она получила имя революционера Алавердяна. С 1954 года это была улица Ленина, а в 1961 году она получила нынешнее название — улица Туманяна.
Улица застроена преимущественно зданиями середины XX века. Своей архитектурой выделяются два симметричных трёхэтажных полукруглых дома, построенные в конце 1920-х годов у пересечения с улицей Налбандяна (арх. Н. Буниатян). В одном из них находится дом-музей Александра Спендиарова. 
На улице множество заведений общественного питания.

## Примечательные здания и сооружения

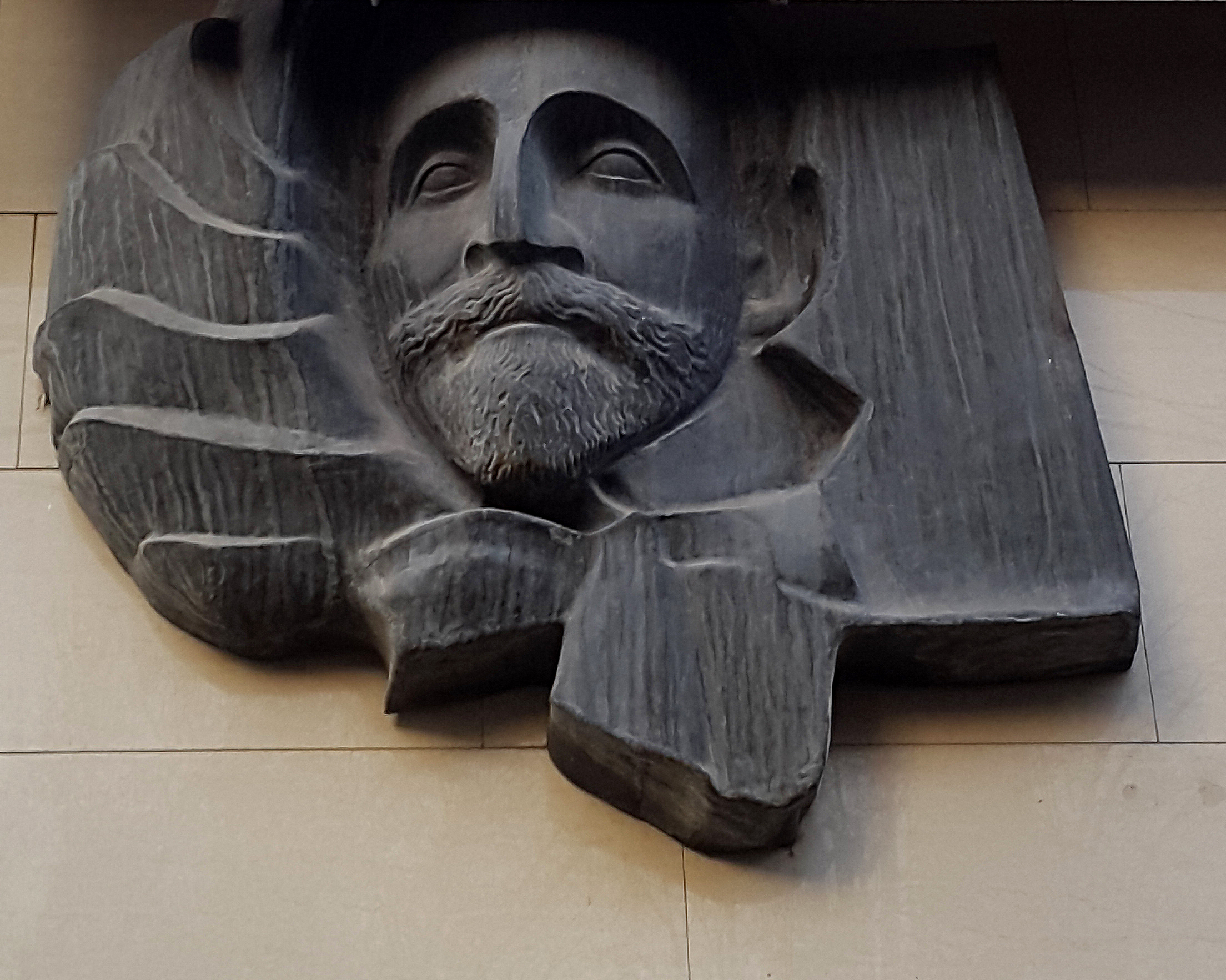
мемориальная доска Ованесу Туманяну (угол с улицей Абовяна)

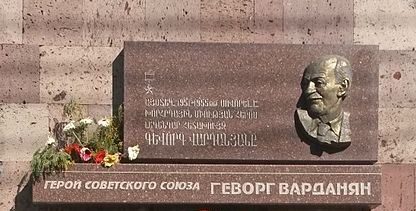
Мемориальная доска Геворку Вартаняну

- д. 40 — жилой дом, в его дворе снимался фильм «Наш двор»[2]
- д. 42 — Ереванский государственный лингвистический университет имени В. Я. Брюсова[2] Мемориальная доска Геворку Вартаняну.
- д. 54 — Армянский театр оперы и балета имени А. А. Спендиарова

## Известные жители

мемориальная доска поэту Людвигу Дуряну

д. 8 — первый секретарь ЦК КП(б) Армении Агаси Ханджян (мемориальная доска)
д. 9 — литературовед Ваче Налбандян, скульптор Беник Петросян (мемориальная доска)
д. 11 — профессор Лия Камалян
д. 27 — музыкант Георгий Будагян (мемориальная доска)
д. 29 — учёный-философ Вазген Чалоян (мемориальная доска)
д. 33 — Акоп Папазян (мемориальная доска)
д. 35 — Ованес Инчикян (мемориальная доска)
д. 38 — Шогик Мкртычян и Гурген Мирзоян (мемориальная доска)
д. 41 — поэт Людвиг Дурян (мемориальная доска)
Юрий Ерзнкян (мемориальная доска)

## Галерея

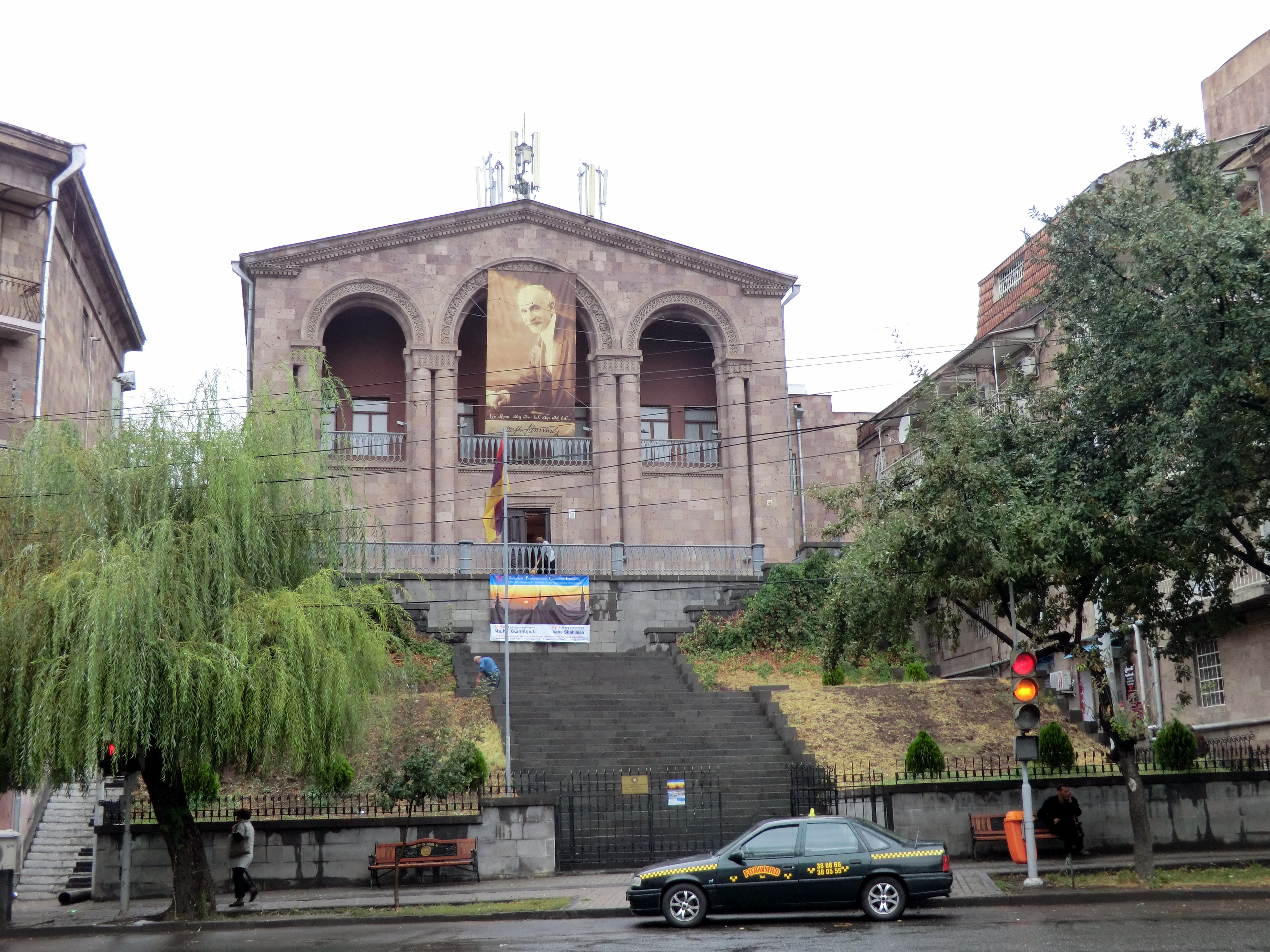
Дом-музей Ованеса Туманяна
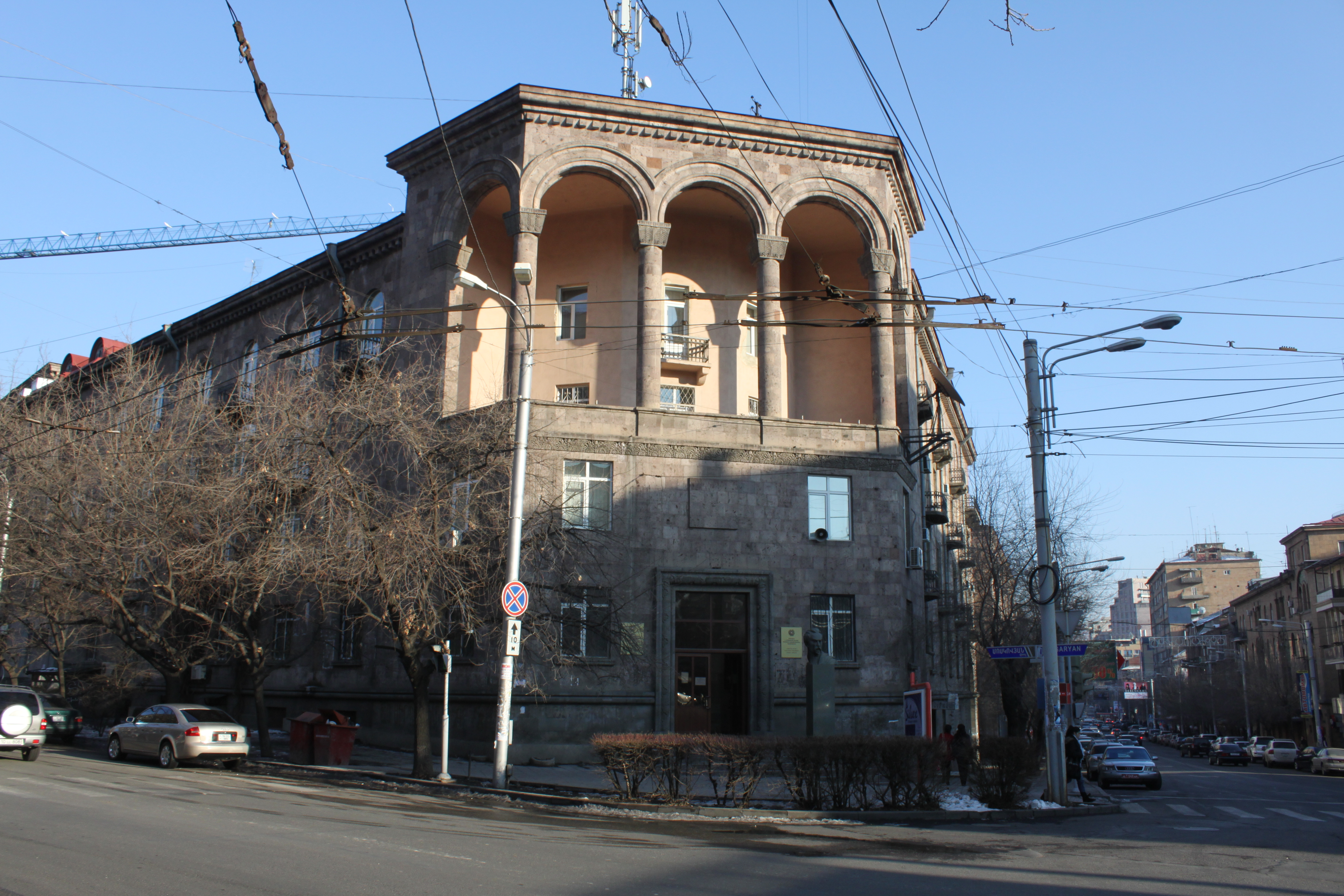
Ереванский государственный лингвистический университет имени В. Я. Брюсова
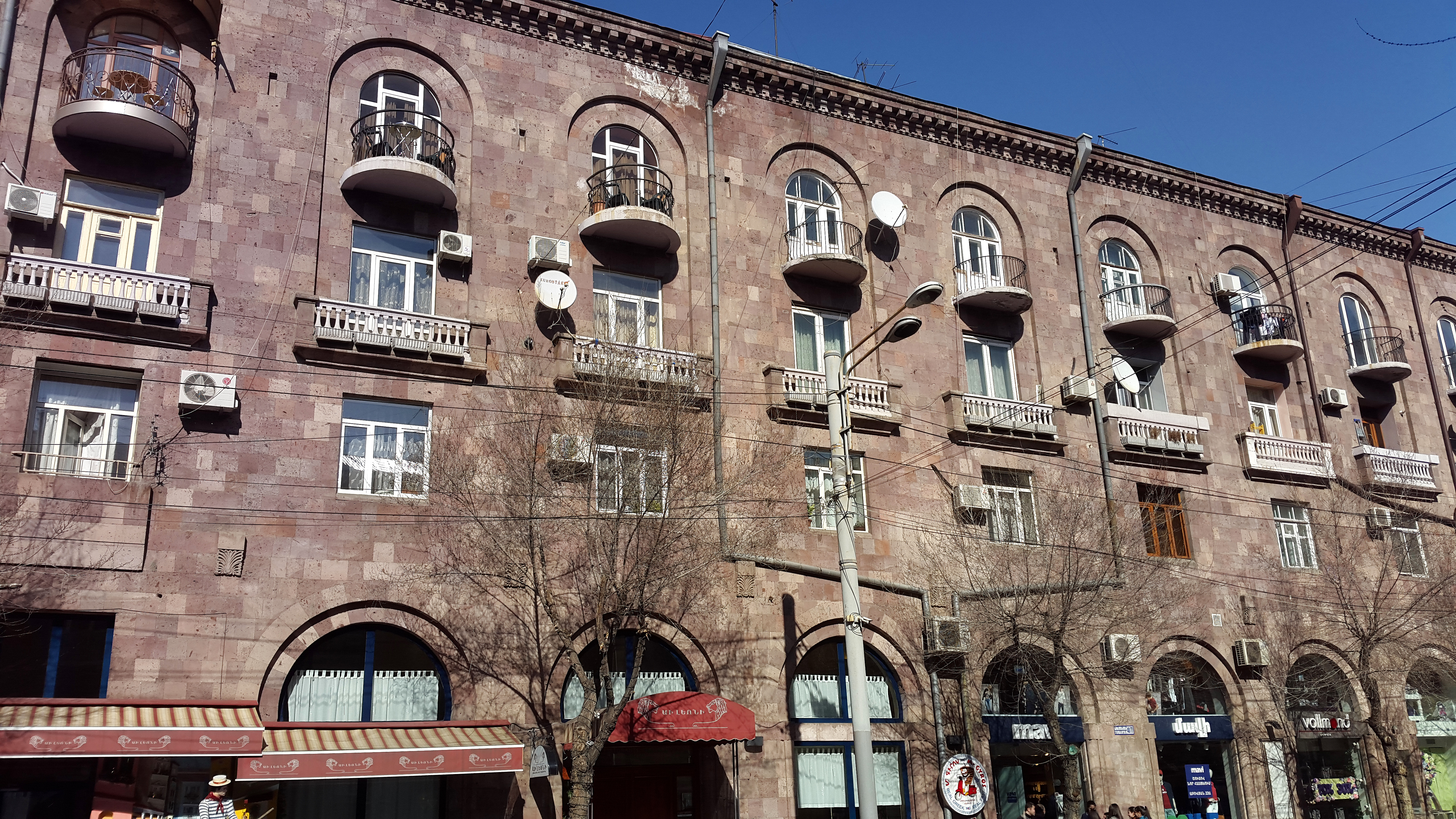
Ул. Туманяна, 40

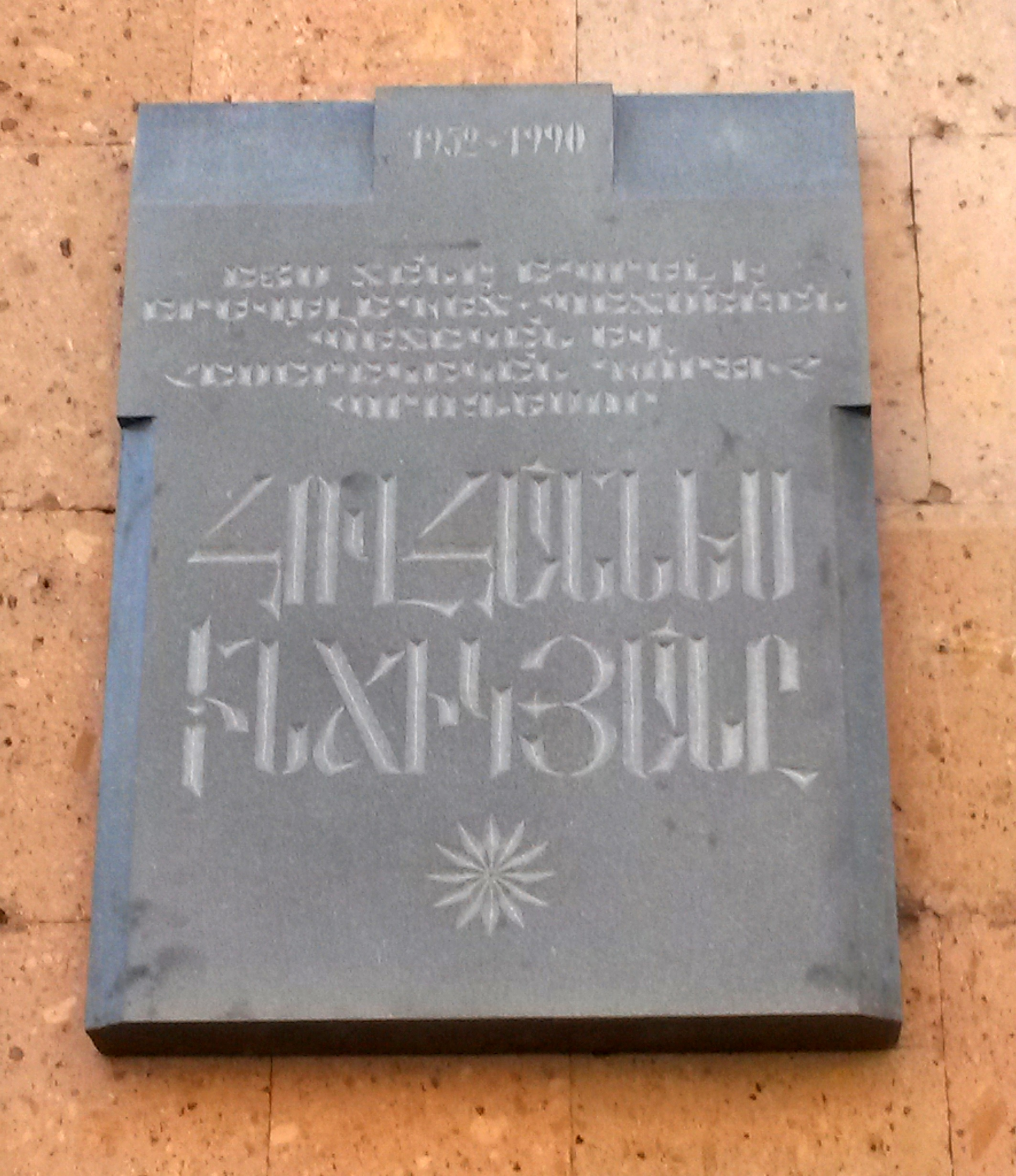
Ованес Инчикян
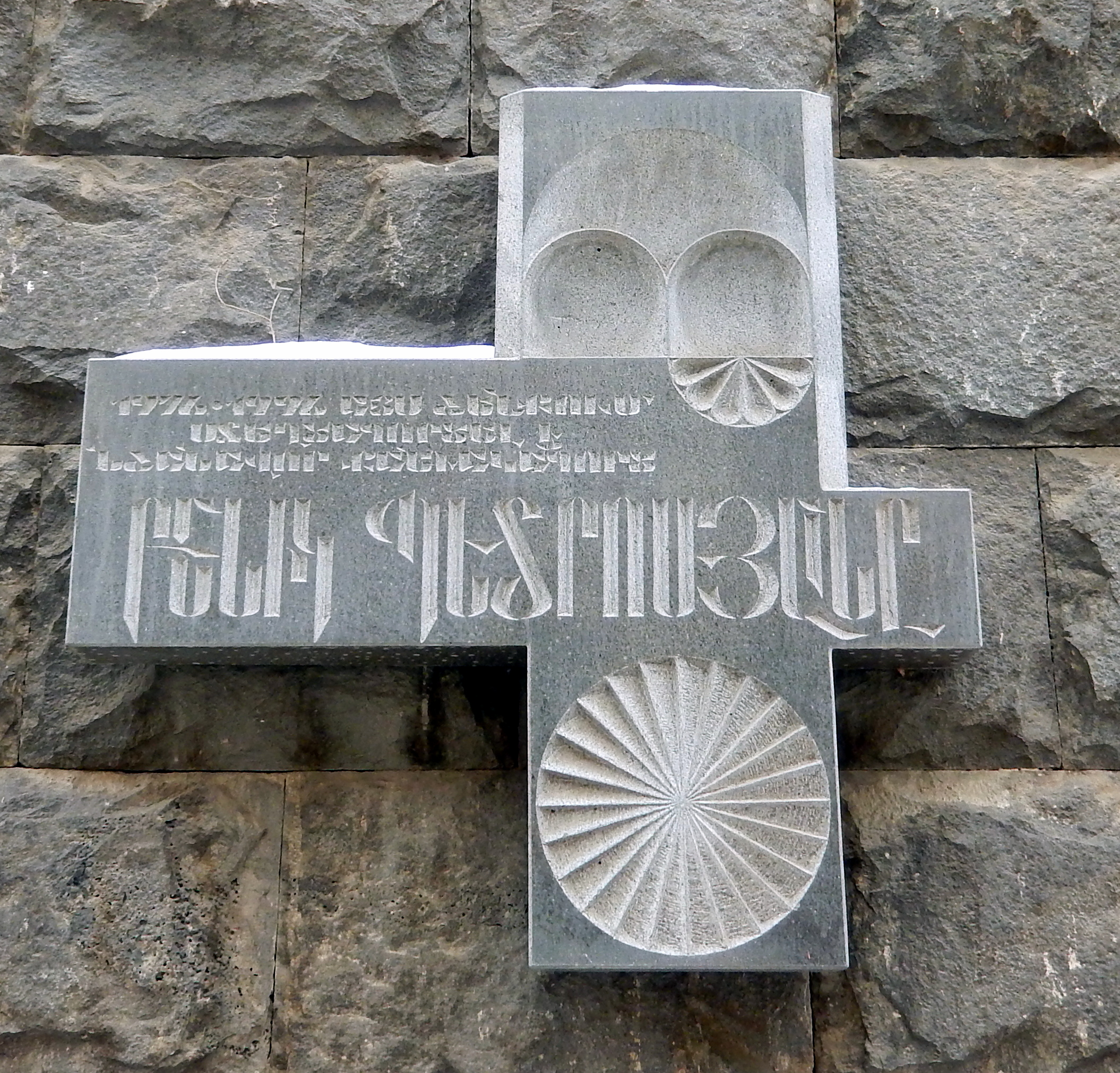
Беник Петросян
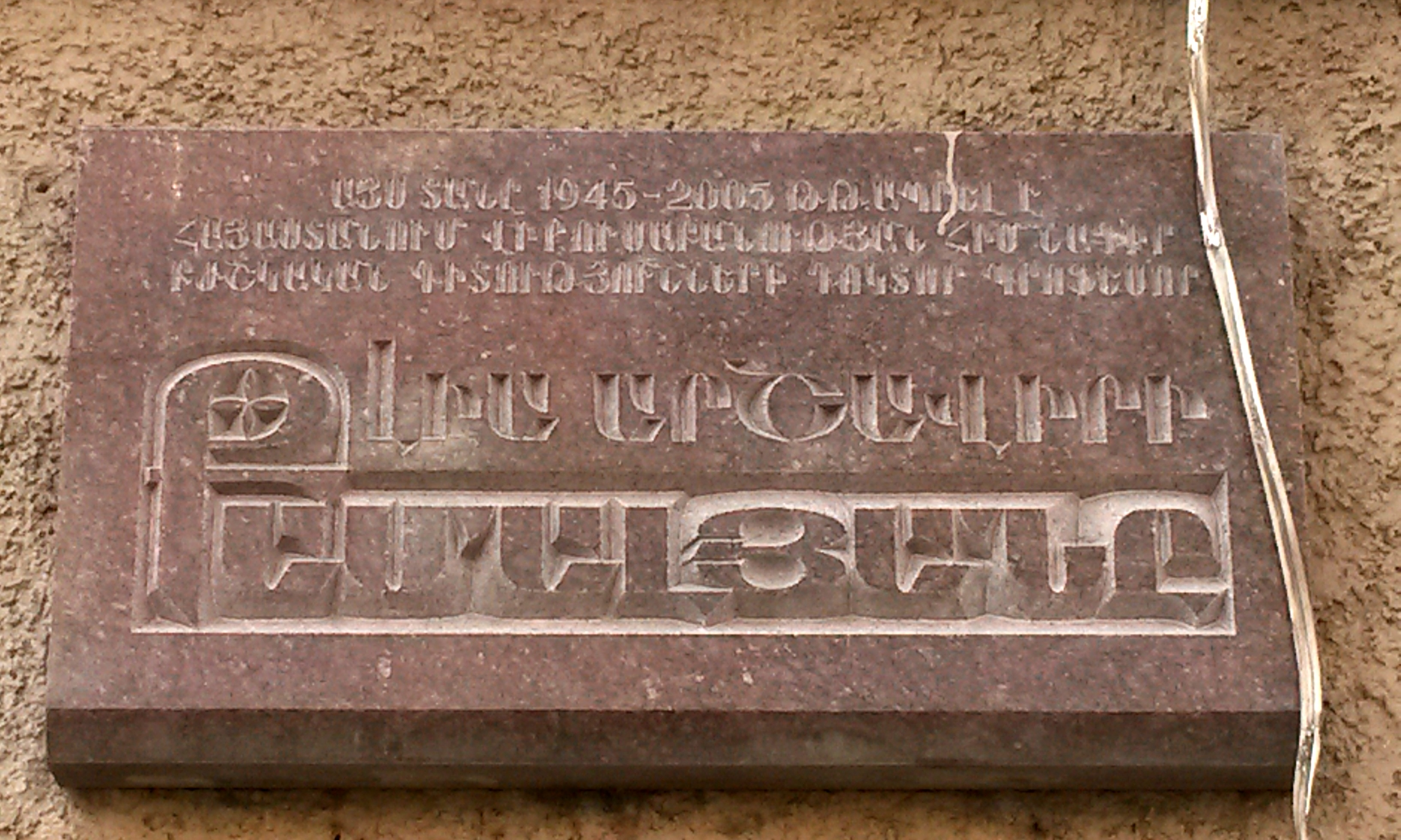
Лия Камалян
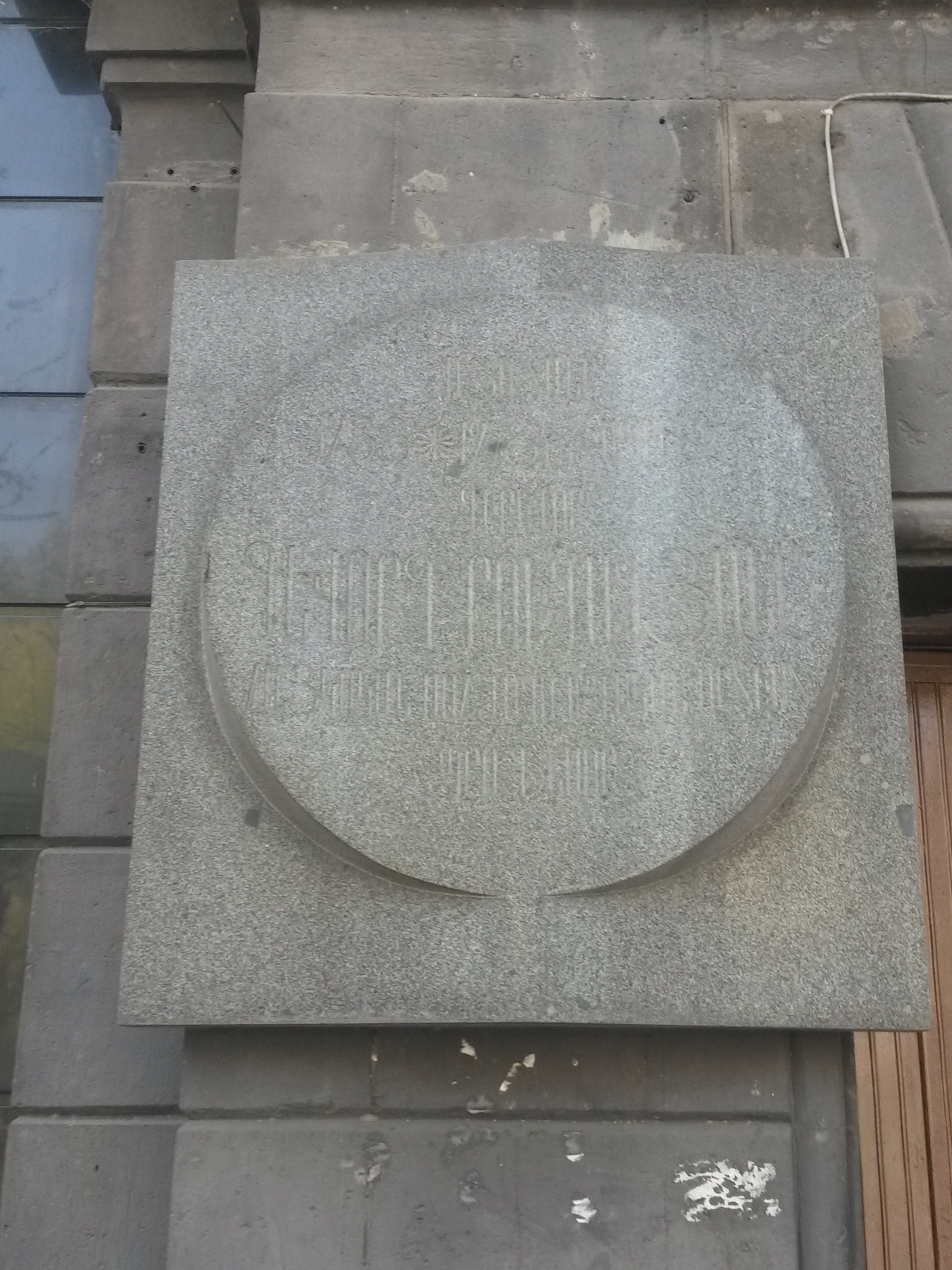
Георгий Будагян
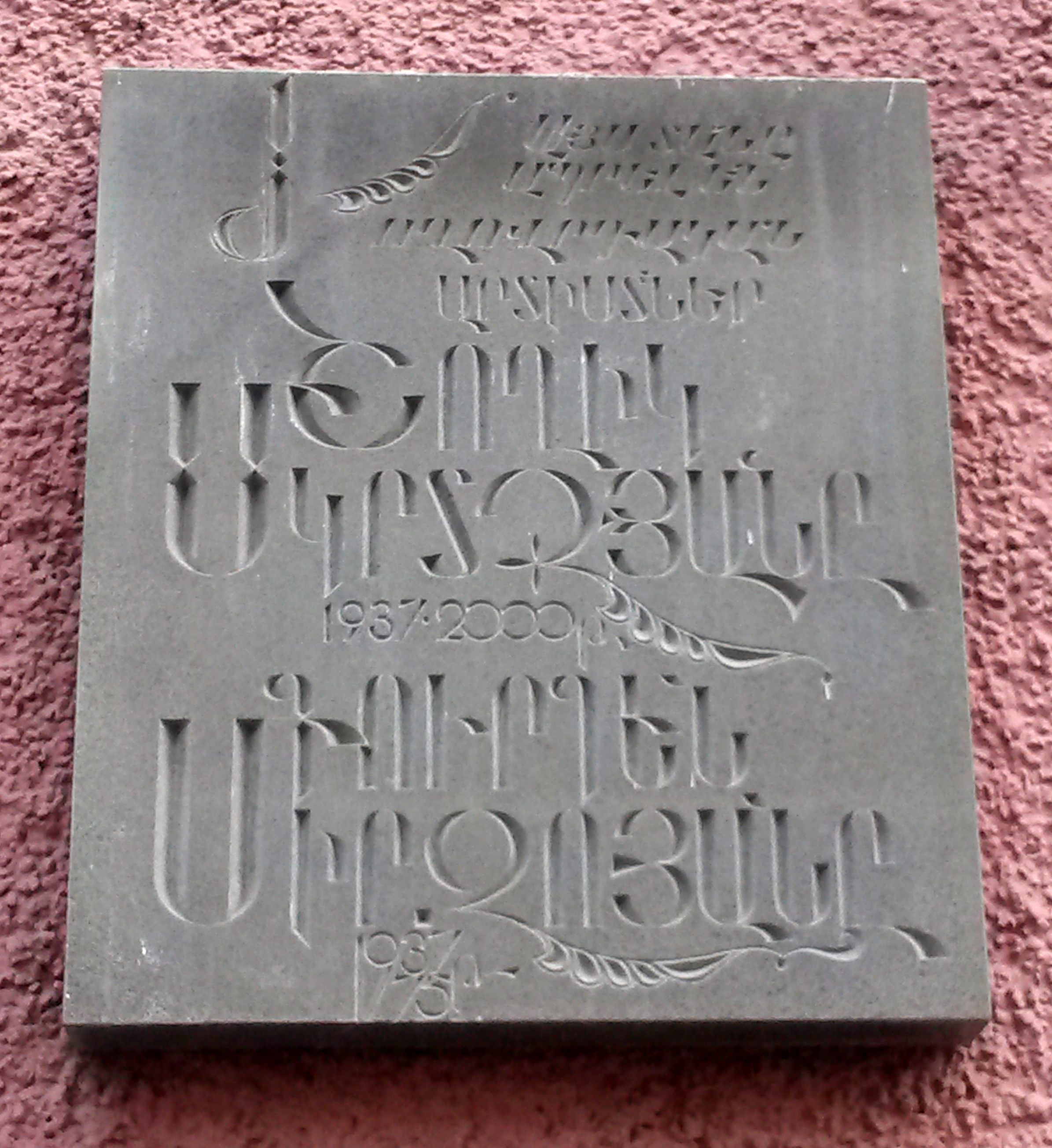
Шогик Мкртычян и Гурген Мирзоян
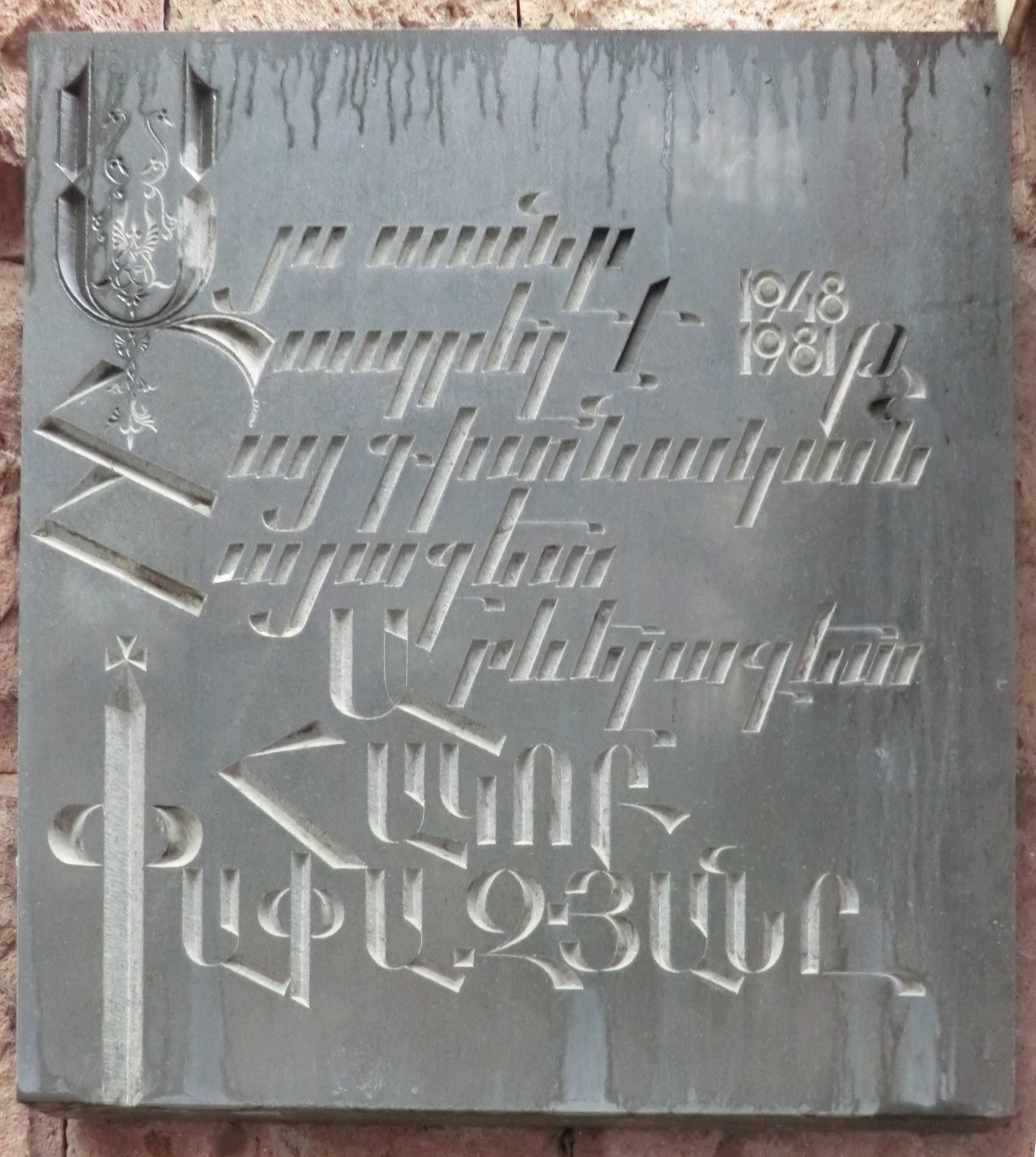
Акоп Папазян